# Raymond Gouin
Pour les articles homonymes, voir Gouin.
Raymond Gouin est un footballeur français évoluant au poste de milieu de terrain.

## Carrière
Raymond Gouin évolue au JA Levallois de 1908 à 1909. Durant cette saison, il connaît sa première sélection en équipe de France de football. Il affronte sous le maillot bleu lors d'un match amical la Belgique le 9 mai 1909. Les Belges s'imposent sur le score de cinq buts à deux. Sa seconde et dernière sélection intervient le 22 mai 1909 face à l'équipe d'Angleterre de football amateur, toujours en amical. Les Anglais remportent le match sur le score large de onze buts à zéro.